# Aequatoria pretiosa
Aequatoria pretiosa är en skalbaggsart som beskrevs av Ferdinando Arborio Gattinara di Breme 1844. Aequatoria pretiosa ingår i släktet Aequatoria och familjen Rutelidae. Inga underarter finns listade i Catalogue of Life.